# Słoboda-Komariwci
Słoboda-Komariwci (ukr. Слобода-Комарівці; niem. Komarestie Slobodzia; rum. Slobozia Comăreștilor) – wieś na Ukrainie, w obwodzie czerniowieckim, w rejonie storożynieckim, siedziba administracyjna rady wiejskiej. W 2001 roku liczyła 960 mieszkańców.
Według danych z 2001 roku 99,7% mieszkańców jako język ojczysty wskazało ukraiński, 0,2% – rosyjski, 0,1% – polski.
Wieś położona jest na południowy zachód od stolicy obwodu Czerniowiec i w odległości 41 km od niej. Do 1918 roku znajdowała się na terytorium Księstwa Bukowiny. W latach 1918–1940 oraz 1941-1944 należała do Królestwa Rumunii, natomiast w latach 1940-1941 i 1944-1991 do Ukraińskiej Socjalistycznej Republiki Radzieckiej.
15 stycznia 1911 roku w Czytelni Polskiej w Starej Hucie Tytus Czerkawski zwołał zgromadzenie miejscowych Polaków w celu zaprotestowania wpisywaniu na listy konskrypcyjne starohuckich Polaków jako Słowaków. W trakcie zgromadzenia Tytus Czerkawski przedstawił stan organizacyjny Polaków powiatu storożynieckiego i zaprosił zebranych na wiec w Czudynie 22 stycznia 1911 roku. W tym czasie gmina Słoboda-Komarowce posiadała własną organizację i zarząd pod przewodnictwem Karola Nowaka.
20 marca 1868 roku we wsi urodził się ukraiński polityk Mykoła Wasylko, a 7 lutego 1894 roku Kazimierz Tadeusz Majewski, pułkownik piechoty Wojska Polskiego.